# Sendjas
Sendjas (em árabe: السنجاس) é uma cidade e comuna localizada na província de Chlef, Argélia. Segundo o censo de 2008, a população total da cidade era de 29 043 habitantes.